# غاي بروير
غاي بروير (بالإنجليزية: Gay Brewer)‏ هو لاعب غولف أمريكي، ولد في 19 مارس 1932 في ميدلتاون في الولايات المتحدة، وتوفي في 31 أغسطس 2007 في ليكسينغتون في الولايات المتحدة بسبب سرطان الرئة.

## وصلات خارجية
- غاي بروير على موقع رابطة لاعبي الغولف المحترفين (الإنجليزية)
- غاي بروير على موقع إن إن دي بي (الإنجليزية)